# Cipsela
Cipsela (lat. cypsela, množina cypselae; od grčke riječi Κμπσελή, kypsela, što znači: kutija, škrinja) je izraz koji je stvorio francuski botaničar Charles-François Brisseau de Mirbel 1815. godine, u svojim “Éléments de physiologie végétale et de botanique”), je plod kod pripadnika vrsti porodice Asteraceae, sličan aheniji . Iako postoje dva srasla karpela, postoji samo jedno mjesto i formira se samo jedno sjeme po plodu. Ponekad može biti krilat ili bodljikav jer papus, koji potječe iz tkiva čaške, često ostaje na plodu (na primjer kod maslačka). Kod nekih vrsta, međutim, papus otpada (na primjer kod Helianthusa, ili sauncokreta). Morfologija Cipsele često se koristi kao pomoć u određivanju odnosa biljaka na razini roda i vrste. Zrelo sjeme obično ima malo endosperma ili ga uopće nema.

## Vanjske poveznice
|  | Zajednički poslužitelj ima još gradiva o temi Asteraceae (fruit) |